# Дорогиничівська сільська рада
Дорогиничівська сільська рада — адміністративно-територіальна одиниця та орган місцевого самоврядування у Локачинському районі Волинської області з адміністративним центром у с. Дорогиничі.

## Населені пункти
Сільській раді підпорядковані населені пункти:
- с. Дорогиничі
- с. Низькі Цевеличі
- с. П'ятикори

## Населення
Згідно з переписом УРСР 1989 року чисельність наявного населення сільської ради становила 1160 осіб, з яких 552 чоловіки та 608 жінок.
За переписом населення України 2001 року в сільській раді мешкало 1149 осіб.

### Мова
Розподіл населення за рідною мовою за даними перепису 2001 року:
| Мова       | Відсоток |
| ---------- | -------- |
| українська | 99,65 %  |
| білоруська | 0,09 %   |
| російська  | 0,09 %   |

## Склад ради
Рада складається з 17 депутатів та голови.

## Керівний склад сільської ради
| ПІБ                       | Основні відомості                                                    | Дата обрання | Дата звільнення |
| ------------------------- | -------------------------------------------------------------------- | ------------ | --------------- |
| Дрозда Олександр Павлович | Сільський голова, 1966 року народження, освіта, член народної партії | 26.03.2006   | 31.10.2010      |
| Дрозда Олександр Павлович | Сільський голова, 1966 року народження, освіта вища, безпартійний    | 31.10.2010   |                 |

Примітка: таблиця складена за даними джерела